# Paranaphoidea auripes
Paranaphoidea auripes is een vliesvleugelig insect uit de familie Mymaridae. De wetenschappelijke naam is voor het eerst geldig gepubliceerd in 1925 door Girault.